# Theridion neomexicanum
Theridion neomexicanum är en spindelart som beskrevs av Banks 1901. Theridion neomexicanum ingår i släktet Theridion och familjen klotspindlar. Inga underarter finns listade i Catalogue of Life.